# Стачсбург (Пенсільванія)
Стачсбург (англ. Stouchsburg) — переписна місцевість (CDP) в США, в окрузі Беркс штату Пенсільванія. Населення — 526 осіб (2020).

## Географія
Стачсбург розташований за координатами 40°22′50″ пн. ш. 76°13′53″ зх. д. / 40.38056° пн. ш. 76.23139° зх. д. (40.380675, -76.231388).  За даними Бюро перепису населення США в 2010 році переписна місцевість мала площу 3,49 км², з яких 3,49 км² — суходіл та 0,01 км² — водойми.

## Демографія
Згідно з переписом 2010 року, у переписній місцевості мешкало 600 осіб у 248 домогосподарствах у складі 166 родин. Густота населення становила 172 особи/км².  Було 258 помешкань (74/км²).
Расовий склад населення:
| - 97,5 % — білих - 0,5 % — чорних або афроамериканців - 0,3 % — азіатів |

До двох чи більше рас належало 1,0 %. Частка іспаномовних становила 2,0 % від усіх жителів.
За віковим діапазоном населення розподілялося таким чином: 21,0 % — особи молодші 18 років, 61,2 % — особи у віці 18—64 років, 17,8 % — особи у віці 65 років та старші. Медіана віку мешканця становила 44,0 року. На 100 осіб жіночої статі у переписній місцевості припадало 120,6 чоловіків;  на 100 жінок у віці від 18 років та старших — 113,5 чоловіків також старших 18 років.
Середній дохід на одне домашнє господарство  становив 59 335 доларів США (медіана — 58 523), а середній дохід на одну сім'ю — 65 835 доларів (медіана — 66 250). За межею бідності перебувало 19,9 % осіб, у тому числі 51,9 % дітей у віці до 18 років та 0,0 % осіб у віці 65 років та старших.
Цивільне працевлаштоване населення становило 283 особи. Основні галузі зайнятості: освіта, охорона здоров'я та соціальна допомога — 31,1 %, виробництво — 20,8 %, роздрібна торгівля — 14,1 %, мистецтво, розваги та відпочинок — 7,4 %.